# Pico De Paperis
Pico De Paperis (Ludwig von Drake) è un personaggio immaginario di cartoni animati e fumetti appartenente all'universo Disney. Ideato da Milt Kahl e Ward Kimball, esordisce il 24 settembre 1961 come presentatore (e cantante di "The Spectrum Song") nell'episodio An Adventure in Color della serie televisiva Disneyland sulla NBC.
Secondo la teoria più condivisa è zio acquisito di Paperino (appare infatti, nella seconda versione dell'Albero genealogico dei paperi disegnato da Don Rosa, come marito di Matilda de' Paperoni, sorella di Paperone e di Ortensia, madre di Paperino), il suo nome originale deriva probabilmente da quello di Ludwig von Mises, mentre quello italiano dal filosofo dell'umanesimo Giovanni Pico della Mirandola, celebre per la formidabile memoria. Egli è descritto come un professore scienziato, conferenziere, psicologo e instancabile viaggiatore. Il personaggio mostrò la sua conoscenza da "esperto" su una varietà di argomenti in diciotto episodi della serie antologica classica, nonché in una serie di pubblicazioni della Disneyland Records.
Paul Frees fu la prima voce originale di Pico De Paperis. Dopo la morte di Frees, nel 1986, Walker Edmiston e Albert Ash ne assunsero il ruolo. Dal 1988 il personaggio è doppiato da Corey Burton. In italiano il personaggio venne inizialmente doppiato da Lauro Gazzolo che, in seguito alla morte nel 1970, fu sostituito da diversi doppiatori. Dal 1996 la voce italiana ufficiale del personaggio è Gerolamo Alchieri.

## Versione a fumetti
Pico De Paperis proviene da Vienna ed è affascinato dalla conoscenza: fin da giovane ha cercato di ottenere più lauree possibili in ogni disciplina del conoscibile umano. Quando un membro della famiglia gli chiede consiglio, si ripete quasi sempre la gag per cui lui dichiara di possedere una laurea attinente a ciò che i familiari si stanno chiedendo, oppure di essere addirittura docente in tale materia. Tuttavia mostra spesso di avere scarsa attitudine sociale, che finisce per farlo sembrare un inetto di fronte ai problemi più semplici e agli occhi della gente comune, e viene sovente raffigurato come un po' senile. Paperina lo convince spesso (anche ingannandolo) a tenere lezioni e visite guidate per il suo club femminile, e talvolta egli ha gareggiato con Archimede Pitagorico per stabilire chi avesse la mente più brillante. Tra i suoi molteplici interessi c'è la psicologia, non a caso ha cercato di fare uno studio psicologico sul nipote Paperino.
Gli sceneggiatori Disney ironizzano spesso sulle numerose lauree a Pico, tanto che esse paiono infinite e stravaganti, più per deridere l'eccessiva sotto-specializzazione di una cultura accademica alienata dal mondo reale che per sminuirle. Anche la parlantina logorroica del professore non viene apprezzata: spesso alle conferenze di Pico tutto il pubblico subisce l'effetto soporifero delle sue disquisizioni, addormentandosi.

### Nel fumetto statunitense
La prima apparizione nei fumetti di Pico fu nella storia di Tony Strobl e Vic Lockman Pico De Paperis - Lezione di recitazione, pubblicata per la prima volta nell'ottobre 1961 (in Italia su Topolino n. 338 del 20 maggio 1962); altro non è che una lezione dell'insigne tuttologo, e si svolge presumibilmente dopo i fatti di Paperopoli, U.S.A., pubblicata nel primo numero di Ludwig Von Drake nel novembre 1961 (in Italia in Almanacco Topolino n. 66 del giugno 1962 con il titolo Il grande Pico De Paperis), che racconta del primo incontro tra Pico (arrivato in treno a Paperopoli) e la sua famiglia e verrà pubblicata solo due mesi dopo.
Nelle prime storie americane Pico risiede spesso in casa di Paperino e Qui, Quo e Qua; in Pico De Paperis e la coppa contesa (1962) viene rivelato che ha trascorso molti mesi da Paperino dal suo arrivo a Paperopoli: in questa storia Pico vince una sfida TV a scacchi, al che Paperino esclama: "Evviva! Ce l'ha fatta! Ora può pagare tutto quello che ci ha dovuto per questi mesi!". Nelle strisce originarie degli anni '60 del celebre duo di fumettisti Bob Karp e Al Taliaferro, Paperino e i suoi nipoti di solito lo chiamano "zio Pico", ma nelle storie a fumetti per i comic book l'appellativo di zio verrà poco a poco accantonato, vista l'abitudine dei paperi di chiamarlo semplicemente "Pico" o (soprattutto nelle prime storie) deferentemente "professore". Paperina si riferisce a Pico definendolo "una sorta di zio di Paperino" nella prima tavola domenicale dove il suo nome è menzionato. Nella storia Paperopoli, U.S.A. il professore viene accolto all'arrivo in treno a Paperopoli da tutti i paperi, nessuno dei quali lo aveva mai visto prima, nemmeno in fotografia; in questa occasione Nonna Papera esclama con entusiasmo: "Professor Pico De Paperis! Che nome imponente!"
Secondo una versione inedita dell'albero genealogico dei paperi realizzato da Don Rosa negli anni '90 (in quella più conosciuta Pico non compare), il professore avrebbe sposato la zia di Paperino, Matilda de' Paperoni, diventando il cognato di Paperone. La mancanza di un legame di sangue sembra essere implicata già nella storia Pico De Paperis e l'orologio a cucù (1962), in cui egli esclama che lui e Scrooge sono solo "uniti da una buona amicizia". La storia Pico De Paperis e l'albero genealogico (1962) è abbastanza indicativa: Paperino chiama ancora Pico "zio" occasionalmente, ma i due sono impegnati a condurre ricerche separate riguardo ai rispettivi alberi genealogici, il che suggerisce che Pico possa essere uno zio acquisito. Nel finale, però, Paperino si ricorda che le loro due famiglie sono comunque imparentate, così certi antenati certamente poco gloriosi come Colombust Duck (che cercò di dimostrare che il mondo fosse piatto) risultano essere anche antenati di Pico, che ovviamente non ne è affatto entusiasta. È possibile concludere che Pico, il cui padre austriaco possiede il cognome De Paperis (Von Drake in originale), ha evidentemente un antenato con il cognome Duck per parte di madre. Alcuni sostengono perdipiù che Humperdink Duck, alias Nonno Papero, potrebbe essere il fratellastro di Pico per parte di madre. La storia Barn Dance Doctor (1961) mai pubblicata in Italia, è l'unica in cui Nonna Papera definisca Pico (che generalmente tratta come un semplice amico di famiglia) il suo "cugino di città"; da quando è stato stabilito da Don Rosa che il padre della nonna è un Coot e la madre una Folaga, non è chiaro se Pico sia legato a Elvira Coot attraverso suo padre o sua madre; Elvira potrebbe avere un'ascendenza austriaca che spieghi la sua parentela con Pico. Curiosamente, però, proprio al suo esordio in "Paperopoli, U.S.A.", arriva a Paperopoli viaggiando nascosto sotto al treno, su cui sale solo per un attimo all'arrivo per poterne scendere su un tappeto rosso che aveva portato appositamente. Ciò lascia pensare che l'idea iniziale fosse di una parentela stretta con Paperone, con una comune avarizia.

### Nel fumetto italiano
Nel 1962 l'allora direttore di Topolino Mario Gentilini, anche a causa dell'imminenza della messa in onda dello show televisivo che lo vede protagonista, insiste con i suoi autori per avere storie originali con Pico per protagonista. La prima storia "made in Italy" è, a poco meno di un anno dall'esordio statunitense, Pico De Paperis e il Ferragosto in collina, di Gian Giacomo Dalmasso ai testi e Giovan Battista Carpi ai disegni (Almanacco n. 8, agosto 1962).
Così, mentre negli Stati Uniti sono solo Tony Strobl e gli sceneggiatori Don R.Christensen e Vic Lockman a gestire, in pratica, il personaggio, in Italia De Paperis è maggiormente sfruttato e ha così la possibilità di maturare, passando per le capaci mani di autori come Osvaldo Pavese, Romano Scarpa, Carlo Chendi, che si concentrano su di lui negli anni '60. Nei decenni successivi però il personaggio tende a essere usato più raramente, e compare soprattutto in occasione delle storie "collettive" della famiglia dei paperi, o come consulente chiamato di tanto in tanto da Paperone per aiutarlo a gestire un problema. Bisognerà aspettare Nino Russo, che inaugura nel 1994 la serie di storie appartenenti al ciclo di Le lezioni di Pico, per assistere a un vero recupero del personaggio.

## Apparizioni televisive

### Disneyland(anni '60)
Il professor Pico De Paperis venne introdotto come nuovo personaggio insieme allo stesso Walt Disney nel primo episodio di Walt Disney's Wonderful World of Color, titolo che aveva assunto la serie Disneyland dopo essere passata sulla NBC nell'autunno del 1961. Venne disegnato, e frequentemente animato, da Milt Kahl e Ward Kimball, due dei Nine Old Men Disney. Il personaggio di Pico viene meglio delineato nell'episodio di Disneyland Tutto su Paperino, in cui viene esaminata la psicologia di Donald tramite alcuni dei suoi peggiori accessi di collera. La sua ascendenza austriaca si fa percepire nel modo in cui parla, caratterizzato da un forte accento teutonico; nei fumetti tradotti in tedesco a volte parla con un accento austriaco, per esempio dicendo "ein bisserl" invece di "ein bisschen". Nella versione televisiva è spesso capace di fare battute crudeli. Nell'episodio Kids is Kids, inoltre, Pico afferma di essere scapolo. Di seguito una lista degli episodi della serie in cui appare Pico.
- "An Adventure in Color/Mathmagicland" - 24 settembre 1961
- "Le avventure di caccia del prof. De Paperis" ("The Hunting Instinct") - 22 ottobre 1961[15]
- "Tutto su Paperino" ("Inside Donald Duck") - 5 novembre 1961
- "Kids is Kids" - 10 dicembre 1961
- "Carnival Time" - 4 marzo 1962
- "Von Drake in Spain" - 8 aprile 1962
- "Man is His Own Worst Enemy" - 21 ottobre 1962
- "A Symposium on Popular Songs" - 19 dicembre 1962[16]
- "Three Tall Tales" - 6 gennaio 1963
- "A Square Peg in a Round Hole - 3 marzo 1963
- "Fly With Von Drake" - 13 ottobre 1963
- "The Truth About Mother Goose/Mickey and the Beanstalk" - 17 novembre 1963
- "In Shape with Von Drake - 22 marzo 1964
- "Mediterannean Cruise" - 1964
- "A Rag, A Bone, A Box of Junk" - 1964
- "Music for Everybody" - 30 gennaio 1966
- "A Salute to Alaska" - 1967

### Dagli anni '80
Dalla creazione di Pico in poi, il personaggio venne spesso e volentieri utilizzato come presentatore dei programmi televisivi di Disney, interagendo spesso con lo stesso cartoonist. La tradizione, con gli anni, si è ripetuta, comparendo nelle serie DuckTales - Avventure di paperi (1987), Raw Toonage (1992), Bonkers gatto combinaguai (1993), Quack Pack - La banda dei paperi (1996), Mickey Mouse Works (1999), House of Mouse - Il Topoclub (2001), La casa di Topolino (2006), Topolino (2013), Topolino e gli amici del rally (2017) e DuckTales (2017).
In Mickey Mouse Works e House of Mouse - Il Topoclub, Pico possiede una serie di cartoni dal titolo La casa del genio Pico De Paperis, dove appare come un eccentrico inventore pasticcione che vive ancora con sua madre.
È protagonista del film del 1991 intitolato Vita da star (Lifestyles of the Rich and Animated) nelle vesti di presentatore che offre ai telespettatori di offrire la possibilità di sbirciare all'interno delle vite private delle più note Star Disney: Paperino, Topolino, Pippo, Pluto e Cip & Ciop.
Il personaggio ritorna nel reboot di DuckTales.